# Cãozarrão
O Cãozarrão (Butch the bulldog, no original em inglês) é um buldogue criado pela Disney. É o arqui-inimigo de Pluto, com quem disputa a atenção de Diná. Sua primeira aparição ocorreu em meados de junho de 1940. 
O Cãozarrão é retratado às vezes como o cão do Bafo de Onça, rival de Mickey, o dono do Pluto.
- «O Cãozarrão no Inducks» 🔗 (em inglês)